# Filmjahr 1950
Liste der Filmjahre

◄◄ | ◄ | 1946 | 1947 | 1948 | 1949 | Filmjahr 1950 | 1951 | 1952 | 1953 | 1954 | ► | ►►

Weitere Ereignisse

## Ereignisse
- 09. März: In Los Angeles wird die erste Folge der Science-Fiction-Fernsehserie Space Patrol ausgestrahlt.
- 07. April: Nach der Freigabe durch die sowjetische Filmzensur wird der „Überläufer“ Die Kreuzlschreiber in Ost-Berlin uraufgeführt. Eduard von Borsodys Film frei nach dem Volksstück von Ludwig Anzengruber ist während des Zweiten Weltkriegs begonnen und nach dem Krieg von der DEFA fertiggestellt worden.
- 29. Juni: Acht der Hollywood Ten, die die Aussage vor dem Komitee für unamerikanische Umtriebe verweigert hatten, weil sie es für verfassungswidrig hielten, werden vor US-amerikanischen Gerichten verurteilt.[1]

## Erfolgreichste Filme

### Top 10 in den USA
Die zehn erfolgreichsten Filme an den US-amerikanischen Kinokassen nach Einspielergebnis.
| Platz | Filmtitel            | Einspielergebnis in US-Dollar |       |
| ----- | -------------------- | ----------------------------- | ----- |
| 1.    | Samson and Delilah   | 9.000.000                     | [ 2 ] |
| 2.    | King Solomon’s Mines | 5.047.000                     | [ 3 ] |
| 3.    | Annie Get Your Gun   | 4.708.000                     | [ 3 ] |
| 4.    | Cheaper by the Dozen | 4.425.000                     | [ 4 ] |
| 5.    | Cinderella           | 4.300.000                     | [ 2 ] |
| 6.    | Born Yesterday       | 4.100.000                     | [ 2 ] |
| 7.    | Father of the Bride  | 4.036.000                     | [ 3 ] |
| 8.    | Broken Arrow         | 3.600.000                     | [ 5 ] |
| 9.    | At War with the Army | 3.300.000                     | [ 5 ] |
| 10.   | All About Eve        | 3.100.000                     | [ 5 ] |

## Filmpreise

### Golden Globe Award
Am 23. Februar werden im Ambassador Hotel in Los Angeles die Golden Globes vergeben:
- Bestes Drama: Der Mann, der herrschen wollte von Robert Rossen
- Bester Schauspieler: Broderick Crawford in Der Mann, der herrschen wollte
- Beste Schauspielerin: Olivia de Havilland in Die Erbin
- Bester Nebendarsteller: James Whitmore in Kesselschlacht
- Beste Nebendarstellerin: Mercedes McCambridge in Der Mann, der herrschen wollte
- Bester Regisseur: Robert Rossen für Der Mann, der herrschen wollte
- Bester ausländischer Film: Fahrraddiebe von Vittorio De Sica

### Academy Awards
Die Oscarverleihung findet am 23. März im RKO Pantages Theatre in Los Angeles statt. Moderator ist der Schauspieler Paul Douglas.
- Bester Film: Der Mann, der herrschen wollte von Robert Rossen
- Bester Hauptdarsteller: Broderick Crawford in Der Mann, der herrschen wollte
- Beste Hauptdarstellerin: Olivia de Havilland in Die Erbin
- Bester Regisseur: Joseph L. Mankiewicz für Ein Brief an drei Frauen
- Bester Nebendarsteller: Dean Jagger in Der Kommandeur
- Beste Nebendarstellerin: Mercedes McCambridge in Der Mann, der herrschen wollte
- Beste Musik: Aaron Copland für Die Erbin

Vollständige Liste der Preisträger

### Filmfestspiele von Venedig
Das Festival in Venedig findet vom 20. August bis zum 10. September statt. Die Jury wählt folgende Preisträger:
- Goldener Löwe: Schwurgericht von André Cayatte
- Bester Schauspieler: Sam Jaffe in Asphalt Dschungel
- Beste Schauspielerin: Eleanor Parker in Frauengefängnis

### New York Film Critics Circle Award
- Bester Film: Alles über Eva von Joseph L. Mankiewicz
- Beste Regie: Joseph L. Mankiewicz für Alles über Eva
- Bester Hauptdarsteller: Gregory Peck in Der Kommandeur
- Beste Hauptdarstellerin: Bette Davis in Alles über Eva
- Bester ausländischer Film: Amore von Roberto Rossellini

### National Board of Review
- Bester Film: Boulevard der Dämmerung von Billy Wilder
- Beste Regie: John Huston für Asphalt-Dschungel
- Bester Hauptdarsteller: Alec Guinness in Adel verpflichtet
- Beste Hauptdarstellerin: Gloria Swanson in Boulevard der Dämmerung

### Weitere Filmpreise und Auszeichnungen
- Directors Guild of America Award: Robert Rossen für Der Mann, der herrschen wollte
- British Film Academy Award: Fahrraddiebe von Vittorio de Sica
- Louis-Delluc-Preis: Tagebuch eines Landpfarrers von Robert Bresson
- Photoplay Award: Kesselschlacht von William A. Wellman (Bester Film), John Wayne (populärster männlicher Star), Betty Hutton (populärster weiblicher Star)
- Writers Guild of America Award: Heut’ gehn wir bummeln (Bestes Musical), Der Mann, der herrschen wollte (Bestes Drama), Herrin der toten Stadt (Bester Western), Ein Brief an drei Frauen (Beste Komödie)

## Geburtstage

### Januar bis März
Januar

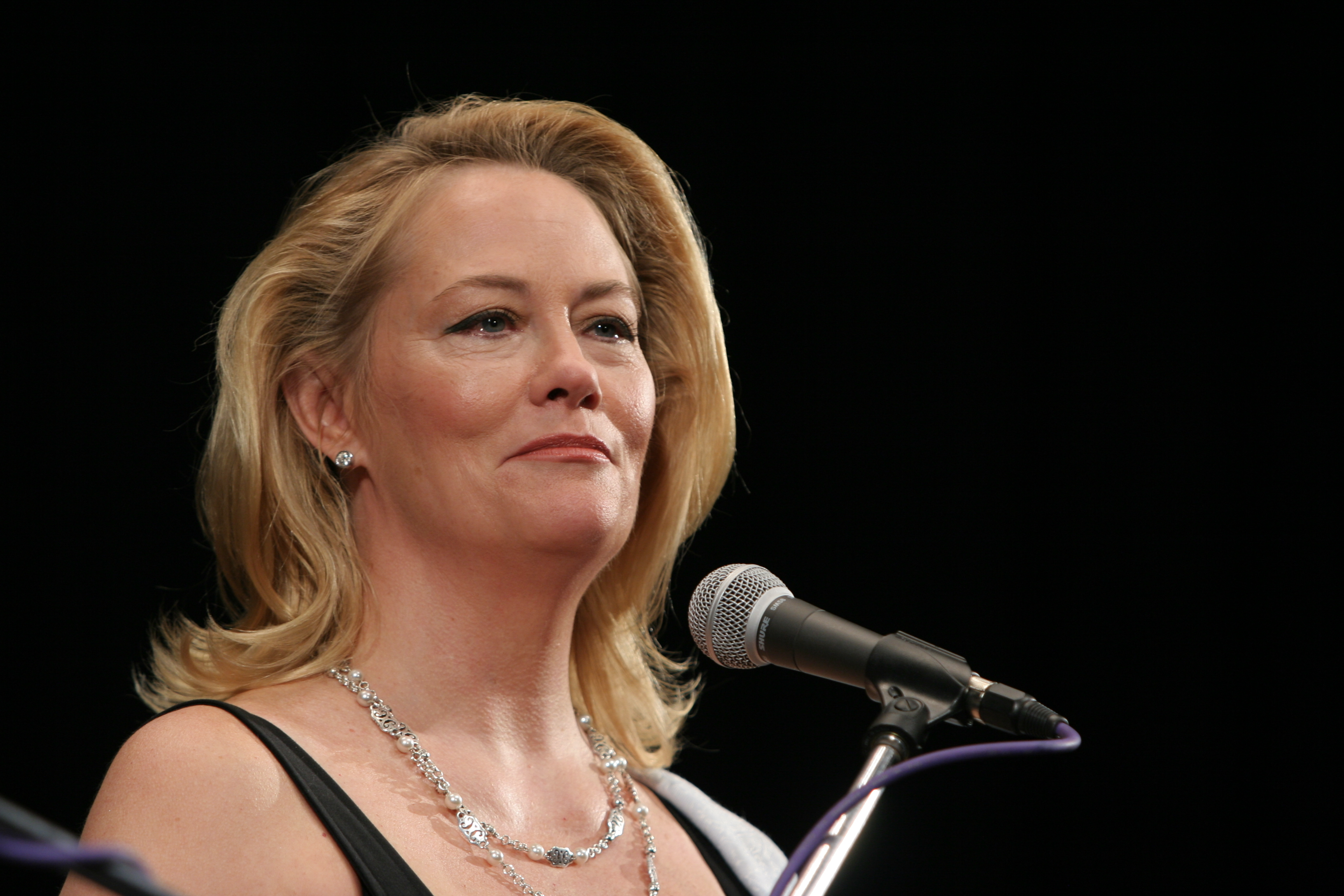
Cybill Shepherd (* 18. Februar)

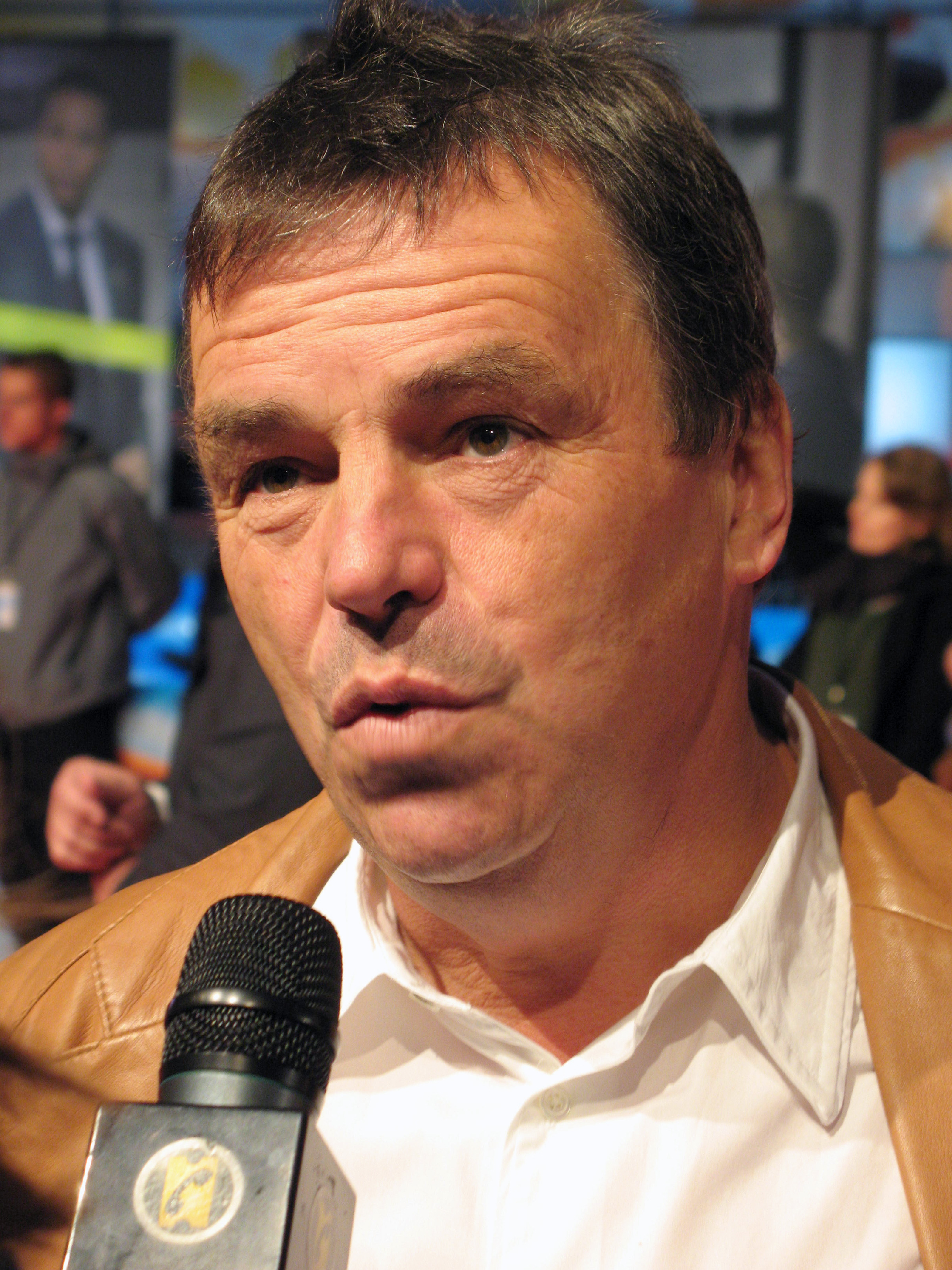
Neil Jordan (* 25. Februar)

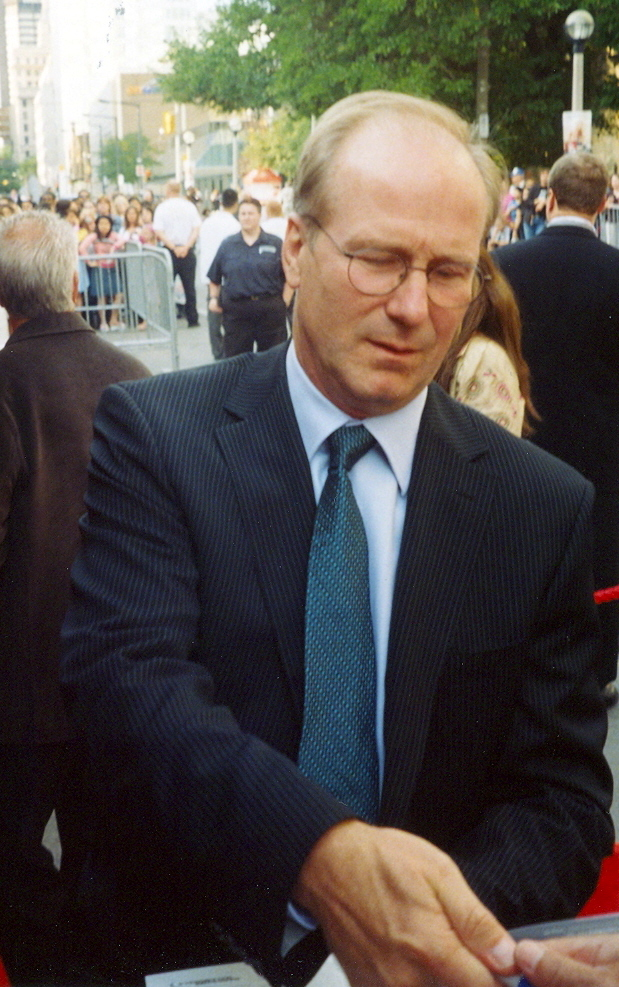
William Hurt (* 20. März)

- 13. Januar: John McNaughton, US-amerikanischer Regisseur
- 23. Januar: Richard Dean Anderson, US-amerikanischer Schauspieler
- 24. Januar: Daniel Auteuil, französischer Schauspieler
- 25. Januar: John Terry, US-amerikanischer Schauspieler
- 31. Januar: Robert Grubb, australischer Schauspieler

Februar
- 02. Februar: Barbara Sukowa, deutsche Schauspielerin
- 03. Februar: Morgan Fairchild, US-amerikanische Schauspielerin
- 03. Februar: Alvaro Vitali, italienischer Schauspieler († 2025)
- 12. Februar: Michael Ironside, kanadischer Schauspieler
- 18. Februar: John Hughes, US-amerikanischer Regisseur, Drehbuchautor und Produzent († 2009)
- 18. Februar: Cybill Shepherd, US-amerikanische Schauspielerin
- 19. Februar: Johan Leysen, flämischer Bühnen- und Filmschauspieler († 2023)
- 21. Februar: Larry Drake, US-amerikanischer Schauspieler († 2016)
- 22. Februar: Miou-Miou, französische Schauspielerin
- 22. Februar: Julie Walters, britische Schauspielerin
- 25. Februar: Neil Jordan, irischer Regisseur
- 26. Februar: Don Shanks, US-amerikanischer Schauspieler

März
- 01. März: Phil Alden Robinson, US-amerikanischer Regisseur
- 03. März: Tim Kazurinsky, US-amerikanischer Schauspieler
- 03. März: Laura Ziskin, US-amerikanische Produzentin († 2011)
- 04. März: Klinton Spilsbury, US-amerikanischer Schauspieler
- 06. März: Werner Winkler, deutscher Autor, Regisseur und Schauspieler
- 11. März: Jerry Zucker, US-amerikanischer Regisseur, Drehbuchautor und Produzent
- 12. März: Jon Provost, US-amerikanischer Schauspieler
- 13. März: William H. Macy, US-amerikanischer Schauspieler
- 16. März: Kate Nelligan, kanadische Schauspielerin
- 16. März: Susanne Scholl, deutsche Schauspielerin
- 18. März: Brad Dourif, US-amerikanischer Schauspieler
- 18. März: Jim Knobeloch, US-amerikanischer Schauspieler
- 18. März: Eiji Okuda, japanischer Schauspieler und Regisseur
- 20. März: William Hurt, US-amerikanischer Schauspieler († 2022)
- 20. März: Tom Towles, US-amerikanischer Schauspieler († 2015)
- 22. März: Hugo Egon Balder, deutscher Schauspieler und Produzent
- 22. März: Goran Bregović, bosnischer Komponist
- 22. März: Mary Tamm, britische Schauspielerin († 2012)
- 30. März: Robbie Coltrane, britischer Schauspieler († 2022)

### April bis Juni
April

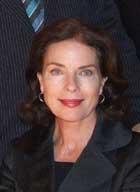
Gudrun Landgrebe (* 20. Juni)

- 02. April: Allan Corduner, britischer Schauspieler
- 02. April: Olga Strub, schweizerisch-deutsche Schauspielerin
- 04. April: Christine Lahti, US-amerikanische Schauspielerin
- 05. April: Miki Manojlović, serbischer Schauspieler
- 13. April: Ron Perlman, US-amerikanischer Schauspieler
- 13. April: William Sadler, US-amerikanischer Schauspieler
- 14. April: Lynda Obst, US-amerikanische Filmproduzentin und Schriftstellerin († 2024)
- 15. April: Josiane Balasko, französische Schauspielerin, Regisseurin und Drehbuchautorin
- 15. April: Amy Wright, US-amerikanische Schauspielerin
- 22. April: Robert Elswit, US-amerikanischer Kameramann
- 25. April: Peter Jurasik, US-amerikanischer Schauspieler
- 26. April: Piotr Szulkin, polnischer Regisseur († 2018)
- 29. April: Phillip Noyce, australischer Regisseur

Mai
- 01. Mai: John Diehl, US-amerikanischer Schauspieler
- 01. Mai: Dann Florek, US-amerikanischer Schauspieler
- 07. Mai: Hendrik Arnst, deutscher Schauspieler († 2024)
- 10. Mai: Joseph Ruben, US-amerikanischer Regisseur
- 11. Mai: Sadashiv Amrapurkar, indischer Schauspieler († 2014)
- 12. Mai: Bruce Boxleitner, US-amerikanischer Schauspieler
- 12. Mai: Gabriel Byrne, irischer Schauspieler
- 13. Mai: Joe Johnston, US-amerikanischer Regisseur
- 18. Mai: Thomas Gottschalk, deutscher Radio- und Fernsehmoderator, Schauspieler und Entertainer
- 24. Mai: Harald Paalgard, dänischer Kameramann († 2025)
- 25. Mai: Reverend Billy, US-amerikanischer Schauspieler
- 31. Mai: Gregory Harrison, US-amerikanischer Schauspieler

Juni
- 01. Juni: John M. Jackson, US-amerikanischer Schauspieler
- 02. Juni: Joanna Gleason, kanadische Schauspielerin
- 03. Juni: Melissa Mathison, US-amerikanische Drehbuchautorin († 2015)
- 03. Juni: Robert Z’Dar, US-amerikanischer Schauspieler († 2015)
- 05. Juni: Daniel von Bargen, US-amerikanischer Schauspieler († 2015)
- 06. Juni: Chantal Akerman, belgische Regisseurin, Drehbuchautorin und Schauspielerin († 2015)
- 06. Juni: Gary Graham, US-amerikanischer Schauspieler († 2024)
- 08. Juni: Kathy Baker, US-amerikanische Schauspielerin
- 08. Juni: Sônia Braga, brasilianische Schauspielerin
- 12. Juni: Klaus Eberhartinger, österreichischer Sänger, Schauspieler und Moderator
- 16. Juni: Kale Browne, US-amerikanischer Schauspieler
- 17. Juni: Lee Tamahori, neuseeländischer Regisseur
- 20. Juni: Gudrun Landgrebe, deutsche Schauspielerin
- 24. Juni: Nancy Allen, US-amerikanische Schauspielerin
- 24. Juni: Asger Reher, dänischer Schauspieler
- 26. Juni: Michael Paul Chan, US-amerikanischer Schauspieler
- 27. Juni: Ken Marshall, US-amerikanischer Schauspieler

### Juli bis September
Juli

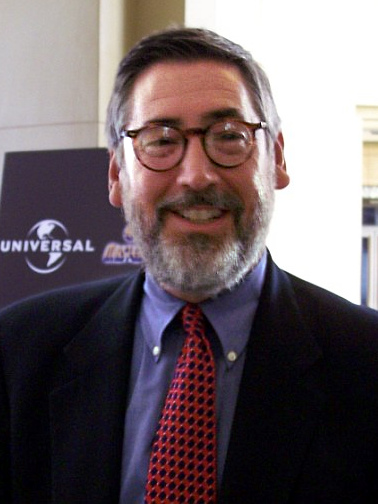
John Landis (* 3. August)

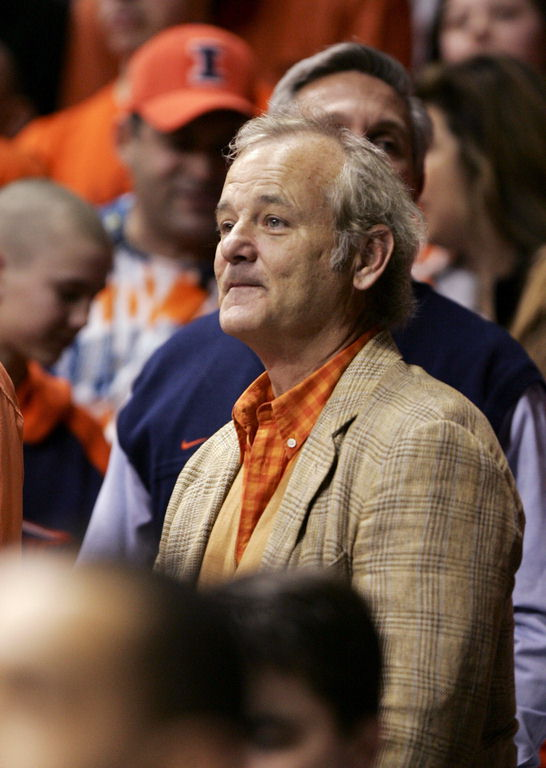
Bill Murray (* 21. September)

- 01. Juli: Elke Aberle, deutsche Schauspielerin
- 07. Juli: Vaughn Armstrong, US-amerikanischer Schauspieler
- 11. Juli: Bruce McGill, US-amerikanischer Schauspieler
- 17. Juli: P. J. Soles, US-amerikanische Schauspielerin
- 19. Juli: Simon Cadell, britischer Schauspieler († 1996)
- 20. Juli: Naseeruddin Shah, indischer Schauspieler
- 26. Juli: Susan George, britische Schauspielerin
- 27. Juli: Simon Jones, britischer Schauspieler
- 29. Juli: Mike Starr, US-amerikanischer Schauspieler
- 30. Juli: Gabriele Salvatores, italienischer Regisseur
- 30. Juli: Frank Stallone, US-amerikanischer Schauspieler
- 31. Juli: Richard Berry, französischer Schauspieler

August
- 01. August: Loles León, spanische Schauspielerin
- 02. August: Mathieu Carrière, deutscher Schauspieler
- 03. August: John Landis, US-amerikanischer Regisseur
- 04. August: Giulia Follina, deutsche Schauspielerin
- 06. August: Dorian Harewood, US-amerikanischer Schauspieler
- 07. August: Mark Irwin, kanadischer Kameramann
- 09. August: Anémone, französische Schauspielerin († 2019)
- 11. August: Elya Baskin, US-amerikanischer Schauspieler
- 12. August: Jim Beaver, US-amerikanischer Schauspieler
- 12. August: Iris Berben, deutsche Schauspielerin
- 13. August: Krzysztof Kolberger, polnischer Schauspieler († 2011)
- 13. August: Katsumi Yanagishima, japanischer Kameramann
- 14. August: François Dupeyron, französischer Regisseur und Drehbuchautor († 2016)
- 14. August: Jim Wynorski, US-amerikanischer Regisseur
- 15. August: Tess Harper, US-amerikanische Schauspielerin
- 17. August: Christian Kohlund, schweizerischer Schauspieler
- 20. August: Skip O’Brien, US-amerikanischer Schauspieler († 2011)
- 24. August: Georg Preuße, deutscher Schauspieler

September
- 07. September: Julie Kavner, US-amerikanische Schauspielerin
- 08. September: Léa Pool, schweizerisch-kanadische Regisseurin
- 11. September: Amy Madigan, US-amerikanische Schauspielerin
- 12. September: Bruce Mahler, US-amerikanischer Schauspieler
- 14. September: Howard Deutch, US-amerikanischer Regisseur
- 16. September: Susan Ruttan, US-amerikanische Schauspielerin
- 18. September: Shabana Azmi, indische Schauspielerin
- 21. September: Bill Murray, US-amerikanischer Schauspieler
- 22. September: Max Färberböck, deutscher Regisseur
- 27. September: Cary-Hiroyuki Tagawa, US-amerikanischer Schauspieler und Produzent
- 28. September: John Sayles, US-amerikanischer Regisseur und Drehbuchautor
- 28. September: Peter Timm, deutscher Regisseur
- 29. September: Tom Deininger, deutscher Schauspieler und Synchronsprecher († 2022)
- 30. September: Victoria Tennant, britische Schauspielerin

### Oktober bis Dezember
Oktober

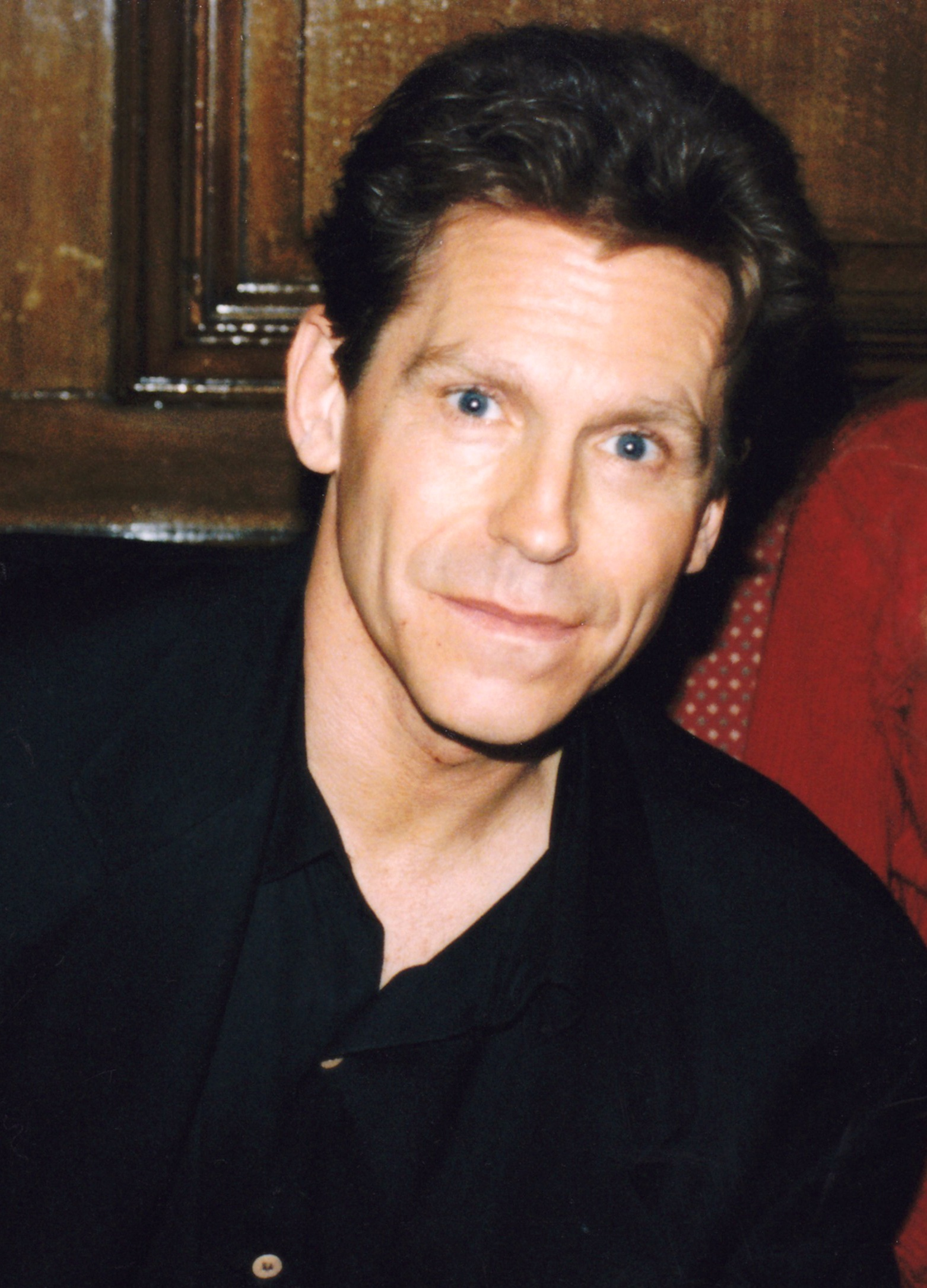
Jeff Conaway (* 5. Oktober)

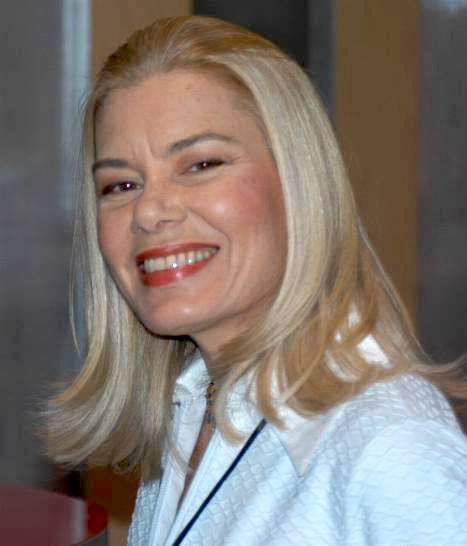
Candida Royalle (* 15. Oktober)

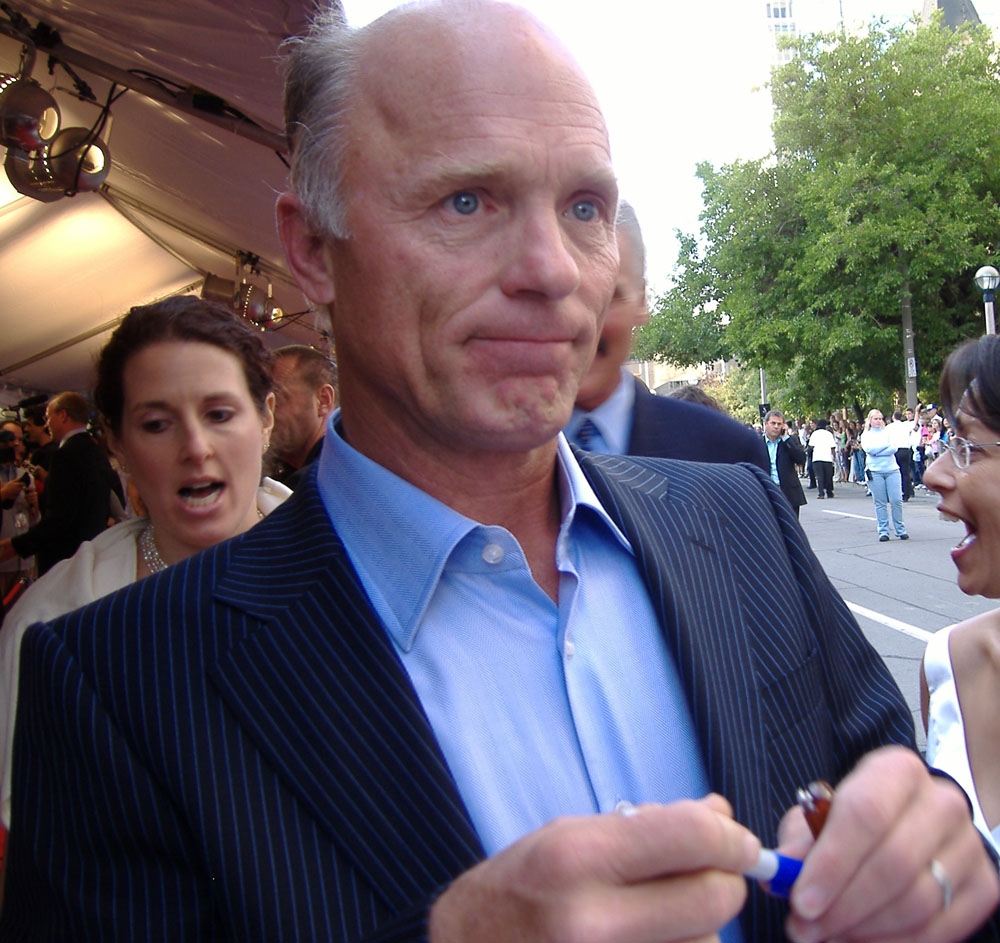
Ed Harris (* 28. November)

- 01. Oktober: Jeane Manson, US-amerikanische Schauspielerin
- 01. Oktober: Natalia Nogulich, US-amerikanische Schauspielerin
- 01. Oktober: Randy Quaid, US-amerikanischer Schauspieler
- 01. Oktober: Marco Tullio Giordana, italienischer Regisseur und Drehbuchautor
- 03. Oktober: Pamela Hensley, US-amerikanische Schauspielerin und Autorin
- 03. Oktober: Dennis Holmes, US-amerikanischer Schauspieler
- 04. Oktober: Alan Rosenberg, US-amerikanischer Schauspieler
- 05. Oktober: Jeff Conaway, US-amerikanischer Schauspieler († 2011)
- 09. Oktober: Gary Frank, US-amerikanischer Schauspieler
- 11. Oktober: Amos Gitai, israelischer Regisseur
- 12. Oktober: Susan Anton, US-amerikanische Schauspielerin
- 13. Oktober: John Copeland, US-amerikanische Produzent, Drehbuchautor und Regisseur
- 15. Oktober: Candida Royalle, US-amerikanische Pornofilmproduzentin, -regisseurin und -darstellerin († 2015)
- 18. Oktober: Marek Kondrat, polnischer Schauspieler
- 18. Oktober: Om Puri, indischer Schauspieler († 2017)
- 20. Oktober: William Russ, US-amerikanischer Schauspieler
- 21. Oktober: David Lascelles, 8. Earl of Harewood, britischer Produzent
- 26. Oktober: Pavel Trávníček, tschechischer Schauspieler und Synchronsprecher
- 31. Oktober: John Candy, kanadischer Schauspieler († 1994)

November
- 04. November: Markie Post, US-amerikanische Schauspielerin († 2021)
- 05. November: Walter Plathe, deutscher Theater- und Filmschauspieler
- 10. November: Jack Scalia, US-amerikanischer Schauspieler
- 12. November: Carla Becker, deutsche Schauspielerin
- 18. November: Ferenc Cakó, ungarischer Animationskünstler
- 28. November: Ed Harris, US-amerikanischer Schauspieler
- 30. November: Mary Lambert, US-amerikanische Regisseurin

Dezember
- 02. Dezember: Ursela Monn, deutsche Schauspielerin
- 08. Dezember: Rick Baker, US-amerikanischer Maskenbildner
- 09. Dezember: Russell Carpenter, US-amerikanischer Kameramann
- 09. Dezember: Wolfgang Fierek, deutscher Schauspieler
- 16. Dezember: Peter van Norden, US-amerikanischer Schauspieler
- 18. Dezember: Gillian Armstrong, australische Regisseurin
- 21. Dezember: Jeffrey Katzenberg, US-amerikanischer Produzent
- 29. Dezember: Jon Polito, US-amerikanischer Schauspieler († 2016)

### Tag unbekannt
- Gaby Fuchs, österreichische Schauspielerin
- Claude Santiago, französischer Dokumentarfilmer († 2012)
- Viola Sauer, deutsche Schauspielerin und Synchronsprecherin

## Verstorbene

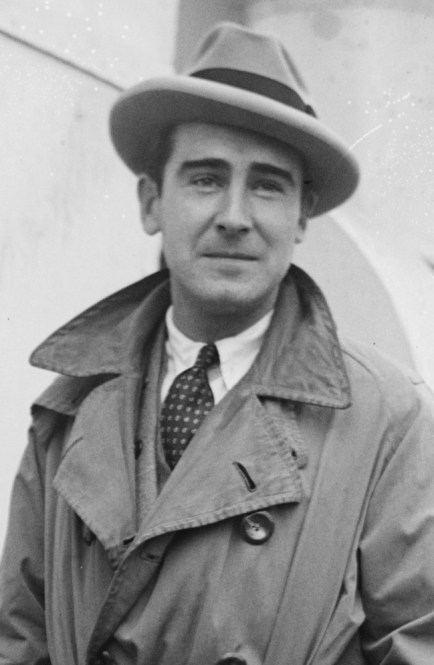
Rex Ingram († 21. Juli)

- 02. Januar: Emil Jannings, deutscher Schauspieler (* 1884)
- 12. Januar: John M. Stahl, US-amerikanischer Regisseur (* 1886)
- 22. Januar: Alan Hale Sr., US-amerikanischer Schauspieler (* 1892)

- 03. März: Eugen Klöpfer, deutscher Schauspieler (* 1886)
- 05. März: Sid Grauman, US-amerikanischer Unternehmer (* 1879)
- 15. März: Luise Fleck, Österreichs erste, weltweit zweite, Regisseurin (* 1873)

- 07. April: Walter Huston, US-amerikanischer Schauspieler (* 1884)

- 29. Mai: Wilhelm Bendow, deutscher Schauspieler (* 1884)

- 21. Juli: Rex Ingram, US-amerikanischer Regisseur und Schauspieler (* 1892)

- 04. August: Günther Krampf, österreichischer Kameramann (* 1899)

- 01. September: Fritz Kampers, deutscher Schauspieler (* 1891)
- 13. September: Sara Allgood, US-amerikanische Schauspielerin (* 1879)
- 24. September: Humphrey Jennings, britischer Dokumentarfilmer (* 1907)
- 30. September: Friedrich Fehér, österreichischer Schauspieler und Regisseur (* 1889)

- 18. Oktober: Eugen Neufeld, österreichischer Schauspieler (* 1882)
- 23. Oktober: Al Jolson, US-amerikanischer Schauspieler (* 1886)

- 05. November: Blanche Oelrichs, US-amerikanische Drehbuchautorin (* 1890)
- 11. November: Hanns Kräly, deutscher Drehbuchautor und Schauspieler (* 1884)
- 29. November: Friedrich Zelnik, deutsch-britischer Regisseur und Produzent (* 1885)
- 30. November: Erich Ziegel, deutscher Schauspieler (* 1876)

- 11. Dezember: Dewey Robinson, US-amerikanischer Schauspieler (* 1898)